# 柏木由紀
柏木 由紀（かしわぎ ゆき、1991年〈平成3年〉7月15日 - ）は、日本のタレント、女優、歌手、グラビアアイドル、YouTuber、プロデューサー、元天気キャスターであり、女性アイドルグループAKB48の3期生で、元メンバーである。NGT48チームNIIIおよびNMB48チームNの元兼任メンバー、ならびにAKB48の派生アイドルユニットであるフレンチ・キスの元メンバーでもある。
鹿児島県鹿児島市出身。ワタナベエンターテインメント所属。

## 来歴
2005年
- 10月、『AKB48 オープニングメンバーオーディション』に応募し、一次の書類審査を追加し二次審査まで進んだ。東京での面接の打診を受け母親に相談するが、面接日が連絡の翌日であったため上京出来ず断念した。

2006年
- 7月、『モーニング娘。Happy8期オーディション』に応募した。三次選考進出者25名（参加総数6,883名）まで残ったが落選した。
- 12月3日、『第三期AKB48追加メンバーオーディション』に合格した。
- 12月9日、『AKB48 1st ANNIVERSARY LIVE 〜勢ぞろいだぜ!『A』『K』『B』!〜』において、チームBの候補生としてお披露目され、「何かメッセージを伝えられるような歌って踊れる歌手になりたい」と挨拶をした。

2007年
- 4月8日、AKB48劇場でのチームB 1st Stage「青春ガールズ」初日公演において、初代チームBの一員として公演デビューする。

2009年
- 3月25日、チームB夜公演においてワタナベエンターテインメントへの移籍が発表される。
- 4月、TBS系列情報番組『ひるおび!』内の気象情報コーナー「ひるおび!天気」水・木曜日の担当レギュラーに抜擢される。当時、各局でオンエアされている朝・昼間帯の情報番組における女性気象情報コーナー担当者の中では最年少であった。
- 6月から7月にかけて実施された『AKB48 13thシングル 選抜総選挙』では9位となり、メディア選抜入りする。
- 8月23日、『読売新聞創刊135周年記念コンサート AKB104選抜メンバー組閣祭り』の夜公演終了後に発表された新体制において、新生チームBのキャプテンに就任することが発表され、翌年の2010年5月21日に就任する。
- 9月、初のソロ写真集『以上、柏木由紀でしたっ』を発売。12月26日、TBS系列で放送された『ランク王国 歳末総力祭』の年間アイドル写真集ランキングにおいて、1位を獲得する。

2010年
- 2月、初のソロDVD『以上、グアムから柏木由紀でしたっ』をリリース。
- 5月から6月にかけて実施された『AKB48 17thシングル 選抜総選挙』では8位となり、前年に続きメディア選抜入りする。
- 6月28日、チームB「シアターの女神」公演において、同じビスケットエンターティメント所属の倉持明日香・高城亜樹と新ユニット「フレンチ・キス」を結成したことを発表。

2011年
- 4月から放送開始したテレビアニメ『SKET DANCE』で、主人公・藤崎佑助の妹「藤崎瑠海」役として声優を務める。
- 5月から6月にかけて実施された『AKB48 22ndシングル 選抜総選挙』では、3位になり選抜メンバーとなる。
- 11月1日から鹿児島県の観光キャンペーンCMに出演。

2012年
- 3月 - 4月に開催の『りぼんフェスタ2012』において上映された秋元康原作のアニメ『まりもの花 〜最強武闘派小学生伝説〜』に声優として主演・まりも役で出演。
- 5月、倉持・高城・大家志津香・佐藤夏希とともにワタナベエンターテインメントへ移籍する。
- 5月から6月にかけて実施された『AKB48 27thシングル 選抜総選挙』では、3位になり選抜メンバーとなる。
- 7月13日、中野サンプラザで行われた自身の『1stソロライブ 〜寝ても覚めてもゆきりんワールド〜』で、総合プロデューサーの秋元康のGoogle+の記事によりソロデビューすることが発表される。
- 7月17日、鹿児島県のPRを行う薩摩大使に就任。
- 8月24日、『AKB48 in TOKYO DOME 〜1830mの夢〜』初日公演において、戸賀崎智信より自らが率いるチームBキャプテンの座を、梅田彩佳にバトンタッチすることが発表される。
- 9月18日に開催された『AKB48 29thシングル選抜じゃんけん大会』では、ベスト16入りして選抜メンバーとなる。
- 9月26日、チームサプライズ『涙に沈む太陽』にてセンターを務め、MV内では金のミニドレスとファーコートという魅力的な服装で登場した。
- 10月6日、TOKYO FM系列で自身初冠レギュラーラジオ番組『柏木由紀のYUKIRIN TIME』がスタートする。
- 11月1日、新体制に移行し、柏木はキャプテンを退任してチームBに残留する。渡辺麻友がチームAに異動したことにより、チームB発足以来、チームBに所属し続けていた唯一のメンバーとなる。
- 11月11日、AKB48メンバー史上初の個人レーベル「YukiRing」を立ち上げたことを発表。

2013年
- 1月2日、初のソロライブDVD『1stソロライブ〜寝ても覚めてもゆきりんワールド〜』をリリース。
- 1月11日にテレビ東京系列で、自身初となる主演ドラマ『ミエリーノ柏木』放送がスタートする。
- 2月6日、「YukiRing」レーベルからシングル『ショートケーキ』でソロデビュー。
- 2月17日、『ショートケーキ』初回限定盤購入者の中から抽選された5,000人を対象に、自身の『2ndソロライブ 〜寝ても覚めてもゆきりんワールド、夢中にさせちゃうぞっ♡〜』を東京国際フォーラム・ホールAで開催。ゲストとして押尾コータローも出演。
- 5月から6月にかけて実施された『AKB48 32ndシングル 選抜総選挙』では、4位になり選抜メンバーとなる。
- 10月16日、2ndシングル『Birthday wedding』リリース。
- 11月7日、横浜アリーナで『柏木由紀 3rdソロライブ 寝ても覚めてもゆきりんワールド 〜もっと夢中にさせちゃうぞ♡〜』を開催。約1万人を動員し、AKB48グループメンバーのソロライブとしては過去最大規模となる。

2014年
- 2月24日、『AKB48グループ大組閣祭り』において、NMB48チームNとの兼任が発表される。
- 4月5日、さいたまスーパーアリーナで行われた『AKB48グループ春コンinさいたまスーパーアリーナ〜思い出は全部ここに捨てていけ！〜』NMB48単独コンサートにおいて、NMB48メンバーとして初出演。
- 4月30日のNMB48 チームN 4th Stage「ここにだって天使はいる」初日公演でNMB48の劇場公演に初出演。
- 5月から6月にかけて実施された『AKB48 37thシングル 選抜総選挙』では、3位になり選抜メンバーとなる。

2015年
- 3月4日発売のAKB48の39thシングル『Green Flash』表題曲で小嶋陽菜とダブルセンターを務めた。加入9年目にしてAKB48のシングル表題曲のセンターは初となった。
- 3月26日、さいたまスーパーアリーナで行われた『AKB48春の単独コンサート〜ジキソー未だ修行中！〜』において、NMB48との兼任解除および新しく発足するNGT48との兼任が発表される。
- 5月から6月にかけて実施された『AKB48 41stシングル 選抜総選挙』では、自己最高順位の2位となり、選抜メンバーとなる。

2016年
- 1月10日、「NGT48劇場グランドオープン初日公演」に出演。同時にチームNIIIの結成が発表される。
- 4月14日から5月29日まで、現役メンバーでは初のソロ全国ツアーである『柏木由紀1st LIVE TOUR 〜寝ても覚めてもゆきりんワールド 日本縦断みーんな夢中にさせちゃうぞっ♡〜』（新潟、大阪、名古屋、東京、鹿児島の全国5か所で6公演）が開催される。
- 5月から6月にかけて実施された『AKB48 45thシングル 選抜総選挙』では、5位になり選抜メンバーとなる。
- 7月25日より開催された舞台『マジすか学園 〜Lost In The SuperMarket〜』で主演を務める。
- 12月31日、第67回NHK紅白歌合戦の番組企画として行われた「AKB48 夢の紅白選抜」では9位にランクインした。

2017年
- 7月20日、VOGUE GIRLとのタイアップで大人の女性にイメージチェンジするプロジェクトとして、肩下まであったロングヘアを25cmカットする様子が生配信され、後にファッション撮影が行われた。

2018年
- 1月22・23日、自身初の海外でのソロコンサートを中国・上海で開催。また8月4日から10月16日まで初のアジアツアーを開催し、4都市5公演で6,000人を動員した。
- 8月5日より、『西郷どん』に西郷吉二郎の妻・西郷園役で大河ドラマに初出演する。
- 12月5日、5年ぶりの主演連続ドラマ『この恋はツミなのか!?』のオープニング曲である配信限定シングル『そっけない君』配信。

2019年
- 4月11日、肋軟骨を負傷したことを公表。当面のライブパフォーマンスは「動ける範囲」で行うことを明らかにした。
- 4月21日にNGT48劇場で行われたチームNIII 3rd Stage「誇りの丘」千秋楽公演をもってNGT48との兼任解除。
- 5月3日、前日のSKE48松村香織の卒業により、AKB48グループ最年長メンバーとなる。
- 6月30日、前年の「アイドル修業中♡」公演に続くプロデュース公演第2弾として、セットリストを考案した「僕の夏が始まる」公演がAKB48劇場で初日を迎え、出演する。

2020年
- 2月2日、YouTubeチャンネル『ゆきりんワールド』を開設。
- 5月、7月19日に最終審査会が行われる「ミスいちごIDOL」オーディションの特別審査員に起用される。
- 9月27日、自身初の生配信ソロライブ『柏木由紀 寝ても覚めてもゆきりんワールド 〜オンラインでも夢中にさせちゃうぞっ〜』を開催した。
- 12月27日、初のディナーショーとなる『柏木由紀 寝ても覚めてもゆきりんワールド 〜ディナーショーでも夢中にさせちゃうぞっ♡〜』をホテルニューオータニで開催した。

2021年
- 1月19日、キングレコードへのレーベル移籍とCDとしては7年5か月ぶりとなるニューシングル『CAN YOU WALK WITH ME??』を3月3日にリリースすることを発表した。
- 3月10日、YouTubeアーティストチャンネル『柏木由紀 - YouTube Official Channel』を開設。
- 4月1日、YouTubeサブチャンネル『ゆきりんゲームチャンネル』を開設。
- 4月9日、シングル『CAN YOU WALK WITH ME??』につづく、渡辺淳之介（所属する音楽事務所WACKの代表取締役）プロデュース企画第2弾プロジェクトとして、WACK所属の全7グループ（BiSH、BiS、EMPiRE、豆柴の大群、GO TO THE BEDS、PARADISES、ASP）に加入し、7グループ全ての新曲に参加することが発表された。このプロジェクトで柏木は「柏レイソル」にインスパイアされた「ユキ・レイソレ」の名前で活動する。
- 5月23日、横浜・ぴあアリーナMMにて開催された『17LIVE presents AKB48 15th Anniversary LIVE AKB48単独コンサート〜好きならば好きだと言おう〜』の演出を担当。
- 6月3日放送の『主治医が見つかる診療所 芸能人“お悩み解決”人間ドックSP』（テレビ東京系）の番組企画で受診した人間ドックの結果、「脊髄腫瘍」「脊髄空洞症」の疑いと診断される。
- 6月8日、「脊髄空洞症」の早期手術と治療のため、一時休養することを公式サイトで発表。これにより、同月11日・12日に出演予定だった舞台『AKB48 THE AUDISHOW』2公演と、同月27日に出演予定だった『AKB48 Group Asia Festival 2021 ONLINE』はいずれも休演。また、7月7日・8日に予定されていたソロコンサート『寝ても覚めてもゆきりんワールド』と、8月31日に予定されていたWACK所属7グループとのコラボシングルのリリースも延期となった。
- 6月9日、自身初の報道番組挑戦となる『ABEMA Prime』（ABEMA news）の水曜週替わりMCを務める。「医師の指導の下、身体に負荷がかからないと判断された仕事については、入院前まで継続させる」として、同番組には予定通り生出演した。また番組内で、同月末に手術を受ける予定であることを明らかにした。
- 6月16日放送から、水曜日レギュラーとして出演している（当時）『アッパレやってまーす!』（MBSラジオ）を休演した。
- 6月22日、自身のTwitter、YouTubeチャンネル、Instagramの更新を一時休止することを発表。
- 6月25日、脊髄髄内腫瘍に対し脊髄を切開して腫瘍を摘出する7時間以上に及ぶ手術を行い、成功した旨を28日に報告した。
- 7月15日、自身のSNSで活動再開を報告。この日が30歳の誕生日であり、AKB48にとって結成以来初めて現役で30歳代を迎えたメンバーになった。また、約9年3か月ぶりとなる3rd写真集『Experience』を発売した。
- 7月17日、『音楽の日2021』（TBS系）で復帰後初の生放送出演。
- 9月17日、延期されていたソロコンサートとWACK所属7グループとのコラボシングル7作同時リリースの新たな日程を発表。
- 9月22日、約3か月ぶりに『アッパレやってまーす!』への出演再開。しかし、翌週29日放送回をもって同番組を卒業することを発表した。
- 9月29日、同日発売のAKB48の58thシングル『根も葉もRumor』では、グループ史上初の30歳代での選抜メンバーとなる。
- 10月8日、WACK所属の7グループ36人を対象にした投票企画『VOTE!! WACK SELECT 7』の開催が発表される。この投票企画の上位7名とユキ・レイソレ（柏木）の8名で新グループを結成し活動する予定。
- 11月26日、パシフィコ横浜・国立大ホール、同29日に神奈川県民ホール・大ホールで延期されていた約2年ぶりとなる有観客でのソロコンサートを開催。
- 11月30日、WACK所属7グループとのコラボシングル7作「柏木由紀なりのWACK（KASHiWACK）」を同時リリース。
- 12月27日、プレミアムライブと『VOTE!! WACK SELECT 7』開票イベント『柏木由紀なりのWACK EXHiBiTiON and SELECT7』をTOKYO DOME CITY HALLで有観客で開催。

2022年
- 1月19日、NHK『きょうの健康』のシリーズ「あの人の健康法」で脊髄髄内腫瘍の発見と入院、退院後の様子が取り上げられた。
- 3月23日、ユキ・レイソレと『VOTE!! WACK SELECT 7』投票上位7名による柏木プロデュースの新たなアイドルグループ「SPY」（エス・ピー・ワイ、"SELECT 7 plus YUKi"の略）のデビューシングル『あなたを狙い撃ち♡』を6月1日にリリースすることを『柏木由紀 - YouTube Official Channel』にて発表。
- 冠ラジオ番組『柏木由紀のYUKIRIN TIME supported by DAIYAME』（TOKYO FM）が4月1日（3月31日深夜）の放送で最終回を迎え、9年半の歴史に幕を下ろした。
- 5月18日発売のAKB48の59thシングル『元カレです』に選抜メンバー入り。発売時のグループ最年長選抜記録（30歳10か月と4日）を更新。
- 5月22日、前日（21日）付で大場美奈（AKB48の9期生）のSKE48活動終了に伴い、柏木がAKB48最後の「現役一桁期生」となった。

2023年
- 4月18日、自身がプロデュースしたコスメブランド「u pink（ユーピンク）」が誕生。
- 10月10日、初のスタイルブック『いくつになったって、アイドル』が竹書房より発売された。
- 10月20日、「MXまつり AKB48 62ndシングル「アイドルなんかじゃなかったら」発売記念コンサート 〜古参も新規も大集合！なんでもありのAKBでっせスペシャル〜」において、翌2024年4月にAKB48から卒業することを発表した。
- 12月18日、「柏木由紀オフィシャルファンクラブ」開設。

2024年
- 3月13日、柏木の卒業シングルであり、初の単独センターを務めるAKB48の63rdシングル『カラコンウインク』が発売された。
- 3月16日、横浜・ぴあアリーナMMにおいて、『柏木由紀 卒業コンサート〜17年間、歩いて来たこの道〜』が開催された。
- 4月30日、AKB48劇場で卒業公演が行われ、AKB48を卒業した。
- 11月6日、AKB48卒業後初となる配信シングル「I'm not alone」を配信した。
- 11月14日、自身初となるメイク本『メイクで見つける可愛いの法則』を発売した。

2025年
- 1月29日、集英社より、週刊ヤングジャンプに過去14年間に掲載されたグラビアを全て掲載した写真集『Time Capsule』を発売。
- 4月2日、TOKYO FMにて冠番組『柏木由紀のYUKIRIN TIME supported by MeSEUM』が放送開始（当初は3か月の期間限定だったが9月末まで延長となった。）。
- 8月2日、『TOKYO IDOL FESTIVAL 2025 supported by にしたんクリニック』（お台場・青海周辺エリア）のDAY2にソロとして初出演を果たす。

## 人物
- 愛称は、ゆきりん[112]。板野友美からはスーパーマリオブラザーズのキャラクターのノコノコに似てることから「ノコりん」と呼ばれていた[113]。また横山由依からは「ヨッシー」と呼ばれていた時期があった[114]が、後にきりん（さん）と呼ばれるようになった[115]。
- 夢は一生アイドルでい続けること[116]。またアイドル専門学校をつくりたいとも述べていたが[117]、後に専門学校は現実的に無理と語っている[118]。
- 高橋みなみからは、「芯が強いし、へこたれない」[119]、AKB48選抜総選挙の開票イベントの司会を務めた徳光和夫からは、「性格的に一番強いのは彼女」と言われている[120]。
- 子供のころは体が弱い方で、冬にはいつも風邪をひいて熱を出しているような状態であり、中学生になってもすぐ体調を崩して学校を休んだりしており、多い時は一か月の半分以上休んだこともあった。そんな時にテレビなどで見た女性アイドルに元気をもらった感じがしたことから「私もみんなを元気に出来るようなアイドルになりたい」という思いが強くなっていったという[121]。
- 浮腫やすい体質で、柏木は自身について1度浮腫になると、3日は続くと述べている[122]。
- 自他共に認める雨女であり、フレンチ・キスのCD発売日やイベントの日など、大事な日に雨が降ることが多々ある[123][124][125]。

### 家族・人間関係
- 父親を鹿児島に残し母親とともに上京、柏木自身は、映画『DOCUMENTARY of AKB48 to be continued 10年後、少女たちは今の自分に何を思うのだろう?』の撮影で鹿児島を訪れるまで、4年間帰郷しなかった[126]。
- 家族や友人とは鹿児島弁で会話することがあり[127]、標準語に感情を乗せるのが難しいという[117]。
- 母親が昔から「よそはよそ、うちはうち」と言っていたことが心に残っていて、芸能界は他人と比べられることも多いが、他人と比べるより自身を伸ばすほうに気持ちを向けるようにしている[128]。
- 性格はマイペースで、自由人と言われている[129][130]。マイペースさについて本人は、「流されない」「ひとりの時間が必要なタイプ」「その場で10人中9人が『今からご飯に行こう』って言っても、帰りたい時は帰れるタイプ」と語っていた時期もあった[131]。指原莉乃は柏木について、「他人に興味がないタイプ」「尋常じゃないくらい人付き合いが悪い」と証言した[132]。しかし、2021年現在はそうでなく、自分から誘うことも多くなった[118]。
- 渡辺麻友とは互いの関係性を「親子」と表現している[133]。柏木は渡辺の卒業コンサートで手紙を送り、「誰よりも我慢をして、意志を貫き、戦っていた」と述べた[134]。高橋みなみは「普段はツッコミどころの多いアイドル・ゆきりんですが、まゆゆと一緒のときだけは、彼女のお母さんに変身します」と述べている[135]。
- HKT48では同郷ということで宮脇咲良を推しメンにしていた[136]。
- SILENT SIRENの梅村妃奈子と交友関係がある[137]。真野恵里菜と親しく、共に食事に出かけたりしている[138][139]。
- 理想の家族構成は自身とパートナーと子供の3人で、一人っ子が楽しすぎるから子供にも同じ気持ちを味わってほしいと思っている[140]。

### 趣味嗜好
- 趣味は食べることと寝ること[141]。本人が言うには手先を使う単純作業や1人遊びが好き[142]。
- 好きな音楽は歌謡曲とK-POP[143]で、好きな曲に山口百恵の「秋桜」を挙げた[144]。
- 好きな食べ物はスイカやサーモンなど[145]。嫌いな食べ物はニンジンやセロリ、牛乳など[146]。
- 好きな言葉は「なんとかなる」[147]。自身を褒めてくれるSNSの言葉は宝物であり、エゴサーチのために3時間早起きしている[148]。
- 好きな男性のタイプはピンクの似合う人[146]、精神年齢が大人の人[149]であったが、現在は別にそんなことはないと語っている[118]。2022年時点では話し合いができる人、愛情表現をしてくれる人と回答した[150]。
- 肘の皮フェチである[151]。
- 長い移動時間が好きである[152]。一方、自宅が大好きで、仕事の合間の10分でも帰宅したいほど[153]。
- 憧れのアイドルは松田聖子[154]と松浦亜弥[155]。
- 元モーニング娘。のメンバー・石川梨華の大ファンで、「今でも神だと思う。生まれ変われるなら石川さんになりたいです。声も顔も見た目も全部」と発言するほど[117]。石川とは対談が実現し、その模様は自身のソロデビューシングル「ショートケーキ」の劇場盤のボーナストラックに収録された[156]。好きな数字は「14」で、理由は石川の「いし (14)」のゴロ合わせによる[157]。
- 好きなアニメは『美少女戦士セーラームーン』で、子供のころは本気でなりたいと思っていた[143]。2014年に発売されたセーラームーンのデザインがされた下着も購入したという[158]。
- プロ野球は読売ジャイアンツのファンである[159]。柏木の両親は読売ジャイアンツのファンであり、柏木は小さいころから読売ジャイアンツに親しんだ[160]。2009年に読売ジャイアンツの75周年応援隊に就任し、2012年に東京ドームの開幕戦で国歌斉唱を務めたが、応援隊に就任したことについてはAKB48に入ってから3本指に入る親孝行と述べている[160]。

### 特技・苦手
- 特技は、リコーダー・トロンボーン演奏[161]、音ゲー、タイピング、とうもろこしをきれいに食べること[146]。検索や調べもののスピードが速く、AKB48の歩くウィキペディアと言われている[141]。
- 学生時代は吹奏楽部に所属[141]。当初フルートをやりたかったが、身長が高い（腕が長い）という理由でトロンボーンを担当した[162]。『AKB48 チームB 4th Stage「アイドルの夜明け」公演』の「アイドルの夜明け」でもトロンボーンを担当した。
- 「GIVE ME FIVE!」で初めてドラムの演奏を経験した[163]。柏木によれば、秋元康の「ドラムは真面目な人」「イメージ的にドラムは柏木」という意向で柏木がドラム担当に選ばれた。柏木はキーボード、トロンボーンが出来ることを事前に伝えていたため困惑したが、周囲が「柏木がドラムで大丈夫?」と言っていたらしいことを聞いて、やってやろうじゃないかと思ったという[163]。練習の結果、歯[注釈 13]、肩、腕、腰、脚の痛みに悩まされ、体の重心が左に傾き、普段立っている時でも首が左に曲がるくらいのドラム仕様の体になっていた[164]。一方で、以前は出来なかった腹筋運動が出来るようになった[164]。
- 日本化粧品検定1級取得[165]。SNSをチェックしてクチコミを参考に化粧品を探す[166]。自身のYouTubeチャンネルにおいてコンプレックス解消メイク法を公開している[167]。
- 走幅跳の鹿児島県代表に選ばれたことがある[168]。肩関節が柔らかい[146]。
- 風呂、掃除、洗濯が苦手で面倒くさいと考えている[169]。ただし、明日は大事な日と思ったら必ず風呂に入り、シャワーは毎日浴びていると言う[170]。一方、潔癖症であり、自分のスリッパを愛用[171]。
- 料理が苦手で、卵の殻を箸で剥こうとしたことがある[172][173]。
- 友達やメンバーとカラオケに行くのが苦手[174]で、行くとすれば基本的に母親とか[175]、メンバーでは横山由依や大家志津香とだけである[118]。
- メールのやり取りが少なく、「AKB」というフォルダを作ったが、約2週間誰からもメールが来なかったということもあった[176]。一方、メンバーの誕生日にはいち早くお祝いメールを送ることがある[177][178][179]。
- ドラマの出演については、アイドルを目標としていたため演技をやることは少しも思ったことがなかったということもあり「ドラマや映画はほとんど見ないで20年間生きてきた。だから（ドラマに出演するようになり）演技の引き出しのなさに困ってます」と語った[117]。
- 他人から言われて一番嫌だった言葉は「胴長」[157]。渡辺麻友からはダックスフントみたいと言われた[157]。
- 鳩が苦手である[180]。

### AKB48
- AKB48の全盛期の主要メンバーとして全国的な知名度を誇るため誤解されがちだが、いわゆる「神7（かみせぶん）」のメンバーには該当しない。
- キャッチフレーズは「寝ても覚めてもゆきりんワールド夢中にさせちゃうぞ」である[181][182]。このフレーズについては「痛いってわかってるけど、やる。好きな世界を楽しんでいる感じ」と語っている[131]。
- AKB48の仕事については「アイドルになるのが夢だったから、今やっていることは本当にすべてが楽しいし、精いっぱい全力でやれる」「AKB48で活動しているのが、一番楽しい」「AKBのメンバーのなかでも一番楽しんでいる自信がある」「（AKB48からの）卒業って考えられない。AKB48を解散する時までやりたい」と2012年時点で語っている[183][184]。また「（AKB48での）仕事でいちばん好きなのは、今も昔もファンの人の前で歌って踊ること」と述べた[131]。
- 「（髪の毛は）黒髪で、盛ったりしない」「眉毛をいじらない」「ピアスの穴を開けていない」「私服でも、ダボダボのつなぎとかは着ない」などと、理想のアイドル像へのこだわりが強い[131][185]。「アイドルは常に笑っていないといけない」が口癖で人前では絶対に涙を見せず、倉持明日香からは「寝顔も澄まし顔」と評されるアイドル魂の持ち主である[186]。「嬉しい（という感情）が笑顔になるタイプ」「私の中にうれしいの涙はないんです。悔しい、悲しいときしか涙腺は響かない」と語っている[117]。
- 握手会に参加することを大切にしている。握手会の日にテレビ番組出演が決まったことがあったが、「握手会に出たいから」と申し出て、出演を辞退したことがある[131]。一人一人ときちんと目を合わせ、しっかりと手を握ることから「握手会の女王」と評され[187]、これが2011年選抜総選挙での大躍進に繋がったとされる[10]。受験を控えたあるファンが、緊張しすぎてずっと下を向いて握手していたところ、何秒間か柏木は何も言わなかったため顔をあげると、「やっと目が合ったね。受験頑張ってね」と言ったエピソードがある[188][189]。
- チームBキャプテンを務めていた時は、アイドルとキャプテンという対極的な存在に関して「葛藤があり（中略）、表向きにはあまりキャプテンっぽくしないように…みたいなのはあります」と述べた[185]。
- チームBメンバーが選ぶ、チームBの「ダンス王」に選ばれた[190]。AKB48チームBを兼任していた元乃木坂46の生駒里奈は「曲によってセクシーだったりアイドルっぽかったり、全然雰囲気が違うんです。一曲一曲、丁寧にやってるからこそ、あんなに“伝わる”パフォーマンスができるんだなって思いました」と柏木のパフォーマンスに圧倒されたと述べている[191]。
- 『週刊AKB』にて結成された「AKB激辛部」の部長を務めるが、辛いものはあまり好きではない[192]。
- 『AKBINGO!』の「ラッキーガールランキング2012」の企画で、AKB48・SKE48・NMB48・HKT48の正規メンバー総勢140人のうち、「2012年最も運勢の悪いメンバー」に選ばれた[193]。
- メンバーに私服がダサいことを指摘されることがあり、2011年5月29日に行われた全国握手会のイベントでは「私服がダサそうなメンバー」に参加メンバーから満場一致で選ばれた[194]。
- メンバーで最も腹黒いと満場一致で言われたことがあり[195]、メンバーから「みんなが思うほど清楚そうじゃない」とも言われた[196]。
- 同じレッスン用の靴を2011年12月の時点で5年間履いており[197]、それを見た大島優子が柏木の19歳の誕生日にレッスン用の靴をプレゼントした[198]。また、携帯電話は同じ端末を約4年間使用していた[199]。
- AKB48でお勧めの楽曲として、全て好きなのは『ポニーテールとシュシュ』、ダンスがよいのは『根も葉もRumor』と述べている[140]。
- 在籍期間は17年と23日（6233日）で歴代最長、シングル選抜は52回選出で歴代最多[200]。

## AKB48・NMB48・NGT48での参加楽曲

### シングル選抜楽曲
AKB48名義
- BINGO!
- 桜の花びらたち2008
  - 最後の制服

- Baby! Baby! Baby!
  - 初日

- 大声ダイヤモンド
  - 大声ダイヤモンド (Team B ver.) -「チームB」名義

- 10年桜
  - 桜色の空の下で

- 涙サプライズ!
  - 初日 -「チームB」名義

- 言い訳Maybe
- RIVER
- 桜の栞
  - マジスカロックンロール
  - 遠距離ポスター - 「チームPB」名義

- ポニーテールとシュシュ
  - マジジョテッペンブルース

- ヘビーローテーション
  - ラッキーセブン
  - 野菜シスターズ

- Beginner
- 『チャンスの順番』に収録
  - 予約したクリスマス
  - ラブ・ジャンプ - 「team B」名義

- 桜の木になろう
- Everyday、カチューシャ
  - これからWonderland
  - ヤンキーソウル

- フライングゲット
  - 青春と気づかないまま
  - 野菜占い

- 風は吹いている
- 『上からマリコ』に収録
  - ノエルの夜
  - 呼び捨てファンタジー - 「Team B」名義

- GIVE ME FIVE!
  - 羊飼いの旅 - 「スペシャルガールズB」名義

- 真夏のSounds good !
  - ちょうだい、ダーリン!
  - 君のために僕は…

- ギンガムチェック
  - 夢の河

- UZA
  - 正義の味方じゃないヒーロー - 「Team B」名義

- 永遠プレッシャー
  - とっておきクリスマス

- So long !
  - そこで犬のうんち踏んじゃうかね? - 「梅田TeamB」名義

- さよならクロール
  - ロマンス拳銃 - 「Team B」名義
  - ハステとワステ - 「BKA48」名義

- 恋するフォーチュンクッキー
  - 最後のドア
  - 涙のせいじゃない

- ハート・エレキ
  - Tiny T-shirt - 「Team B」名義

- 『鈴懸の木の道で「君の微笑みを夢に見る」と言ってしまったら僕たちの関係はどう変わってしまうのか、僕なりに何日か考えた上でのやや気恥ずかしい結論のようなもの』に収録
  - Mosh & Dive
  - Party is over

- 前しか向かねえ
- ラブラドール・レトリバー
  - 今日までのメロディー
  - Bガーデン - 「Team B」名義

- 心のプラカード
- 希望的リフレイン
  - ロンリネスクラブ - 「Team B」名義

- Green Flash
  - 春の光 近づいた夏
  - 履物と傘の物語

- 僕たちは戦わない
  - バレバレ節 - 「WONDA選抜」名義
  - 君の第二章

- ハロウィン・ナイト
  - 一歩目音頭

- 唇にBe My Baby
  - 365日の紙飛行機
  - 金の羽根を持つ人よ - 「Team B」名義
  - 背中言葉

- 君はメロディー
  - 混ざり合うもの - 「乃木坂AKB」名義

- 翼はいらない
  - 恋をすると馬鹿を見る - 「Team B」名義
  - 君はどこにいる? - 「NGT48」名義

- LOVE TRIP/しあわせを分けなさい
  - 光と影の日々
  - BLACK FLOWER

- ハイテンション
- シュートサイン
  - みどりと森の運動公園 - 「NGT48」名義
  - 悲しい歌を聴きたくなった - 「まゆゆきりん」名義

- 願いごとの持ち腐れ
  - あの頃の五百円玉

- 11月のアンクレット
  - 予想外のストーリー - 「ボーカル選抜」名義

- ジャーバージャ
  - 友達でいましょう - 「NGT48」名義

- Teacher Teacher
  - 君は僕の風 - 「AKB48グループ センター試験選抜」名義
  - 新しいチャイム - 「Team B」名義

- NO WAY MAN
- ジワるDAYS
  - 必然性 - 「IZ4648」名義

- サステナブル
- 失恋、ありがとう
  - 愛する人

- 根も葉もRumor
  - 離れていても

- 元カレです
  - ヤラカソウ - 「Team B」名義

- 久しぶりのリップグロス
- どうしても君が好きだ
- アイドルなんかじゃなかったら
- カラコンウインク
  - 最後の最後まで

AKB48 チームサプライズ名義
- 重力シンパシー公演
  - 重力シンパシー
  - 涙に沈む太陽
  - キンモクセイ
  - 旅立ちのとき
  - AKBフェスティバル
  - キミが思ってるより…
  - ハートのベクトル

- バラの儀式公演
  - 未来が目にしみる
  - 愛しさを丸めて
  - 失恋同盟
  - バラの儀式
  - 美しい狩り
  - 愛の川
  - ほっぺ、ツネル

NGT48名義
- 青春時計
  - 空き缶パンク
  - 暗闇求む

- 世界はどこまで青空なのか?
  - ナニカガイル
  - ぎこちない通学電車

- 春はどこから来るのか?
  - 蒸発した水分

- 世界の人へ
  - 心に太陽 - 「Team NIII」名義

NMB48名義
- らしくない
  - 休戦協定 - 「Team N」名義

- Don't look back!
  - 恋愛ペテン師 - 「Team N」名義

### アルバム選抜楽曲
AKB48名義
- 『神曲たち』収録曲
  - Baby! Baby! Baby! Baby!
  - 初日 - 「チームB」名義
  - 君と虹と太陽と

- 『ここにいたこと』収録曲
  - 少女たちよ
  - 恋愛サーカス - 「Team B」名義
  - 風の行方
  - チームB推し - 「Team B」名義
  - ここにいたこと

- 『1830m』収録曲
  - ファースト・ラビット
  - ノーカン - 「Team B」名義
  - 僕たちは 今 話し合うべきなんだ
  - 大事な時間
  - やさしさの地図
  - 行ってらっしゃい
  - 青空よ 寂しくないか?

- 『次の足跡』収録曲
  - After rain
  - シャワーの後だから
  - 僕は頑張る
  - 悲しき近距離恋愛 - 「Team B」名義

- 『ここがロドスだ、ここで跳べ!』収録曲
  - 愛の存在
  - To goで - 「倉持Team B」名義
  - よわむしけむし - ソロ楽曲
  - 『0と1の間』収録曲
  - やさしくありたい
  - ミュージックジャンキー - 「Team B」名義

- 『サムネイル』収録曲
  - あの日の自分
  - ひび割れた鏡

- 『僕たちは、あの日の夜明けを知っている』収録曲
  - 靴紐の結び方
  - クサイモノだらけ

NMB48名義
- 『世界の中心は大阪や 〜なんば自治区〜』収録曲
  - イビサガール
  - 電車を降りる - 「Team N」名義
  - ハートの独占権

### その他の参加楽曲
シングル『心の羽根』（「チームドラゴン from AKB48」名義）
- 心の羽根
- 世界中の雨

サウンドトラック『Wreck-It Ralph』に収録
- Sugar Rush - 「AKB48」名義

シングル『やさしくするよりキスをして』（「渡辺美優紀」名義）に収録
- 春風ピアニッシモ - 「AKB48」名義

配信限定楽曲
- 近いのに離れてる
- 恋人いない選手権

### 未音源化曲
- 私に似てる（ニンテンドー3DS用ソフト『AKB48+Me』収録曲）
- ありふれた愛（GREE『AKB48 ステージファイター』CMソング）
- 恋のバイトル（ディップ『バイトル』CMソング）[201]

ぱちスロAKB48 勝利の女神
- あなたの代わりはいない
- 君のニュース
- ヘビーローテーション
- AKBフェスティバル

ぱちんこAKB48-3 誇りの丘
- 誇りの丘
- 残酷な雨
- やさしさに甘えられない

### 劇場公演ユニット曲
AKB48名義
- チームB 1st Stage「青春ガールズ」
  - 禁じられた2人
  - ふしだらな夏

- チームB 2nd Stage「会いたかった」
  - 涙の湘南
  - 恋のPLAN
  - 背中から抱きしめて
  - リオの革命
    - ※ 全員参加曲ではあるが、「スカート、ひらり」ではフロントメンバー（スカひらセブン）で登場する。

- チームB 3rd Stage「パジャマドライブ」
  - てもでもの涙

- チームB 4th Stage「アイドルの夜明け」
  - 口移しのチョコレート

- THEATRE G-ROSSO「夢を死なせるわけにいかない」公演
  - 記憶のジレンマ（倉持明日香・北原里英のスタンバイ）

- チームB 5th Stage「シアターの女神」
  - 夜風の仕業（ソロユニット曲）
  - キャンディー（佐藤亜美菜のユニットアンダー、または河西智美休演時に佐藤ポジションで出演。）

- 梅田チームB ウェイティング公演
  - 涙に沈む太陽（チームサプライズ 「重力シンパシー」公演）

- 倉持チームB「パジャマドライブ」公演
  - 純情主義

- 木﨑チームB「ただいま 恋愛中」公演
  - 春が来るまで

- AKB48 高橋朱里→岩立チームB「シアターの女神」公演
  - キャンディー

NMB48名義
- チームN 3rd Stage「ここにだって天使はいる」
  - ジッパー
  - 初めての星
  - 100年先でも

NGT48名義
- チームNIII 1st Stage「PARTYが始まるよ」
  - あなたとクリスマスイブ

- チームNIII 2nd Stage「パジャマドライブ」
  - 純情主義

- チームNIII 3rd Stage「誇りの丘」
  - 残酷な雨

## 作品

### シングル
|                  | リリース日       | タイトル               | 最高位           | 販売形態         | 規格品番                                                                                 | 形態                                                                                       | 備考             |
| YukiRing（avex） | YukiRing（avex） | YukiRing（avex）       | YukiRing（avex） | YukiRing（avex） | YukiRing（avex）                                                                         | YukiRing（avex）                                                                           | YukiRing（avex） |
| ---------------- | ---------------- | ---------------------- | ---------------- | ---------------- | ---------------------------------------------------------------------------------------- | ------------------------------------------------------------------------------------------ | ---------------- |
| 1                | 2013年2月6日     | ショートケーキ         | 2位              | CD+DVD CD+DVD CD | AVCA-62288/B AVCA-62289/B AVCA-62290/B AVCA-62291/B AVCA-62292/B AVCA-92293/B AVC1-62294 | 初回盤タイプA 初回盤タイプB 初回盤タイプC 通常盤タイプA 通常盤タイプB 通常盤タイプC 劇場盤 | [ 203 ]          |
| 2                | 2013年10月16日   | Birthday wedding       | 2位              | CD+DVD           | AVCA-74024/B AVCA-74025/B AVCA-74026/B AVCA-74027/B AVCA-74028/B AVCA-74029/B            | 初回盤タイプA 初回盤タイプB 初回盤タイプC 通常盤タイプA 通常盤タイプB 通常盤タイプC        |                  |
| キングレコード   |                  |                        |                  |                  |                                                                                          |                                                                                            |                  |
| 3                | 2021年3月3日     | CAN YOU WALK WITH ME?? | 4位              | CD+Blu-ray CD    | KICM-92081 KICM-2082                                                                     | 初回限定生産盤 通常盤                                                                      |                  |

### 配信限定シングル
|   | 配信開始日    | タイトル      | 販売形態                            | 規格品番                                    | 形態 | 収録アルバム |
| - | ------------- | ------------- | ----------------------------------- | ------------------------------------------- | --- | ------------ |
| 1 | 2018年12月5日 | そっけない君  | ダウンロード配信 ミュージックカード | AVZ1-94255 AVZ1-94256 AVZ1-94257 AVZ1-94259 | TYPE-A(mu-moショップ限定盤) TYPE-B(mu-moショップ限定盤) TYPE-C(mu-moショップ限定盤) TYPE-E(セブンネット(ワタナベ商店)限定盤) |              |
| 2 | 2024年11月6日 | Iʼm not alone | ダウンロード配信                    | NOPA-7083                                   | |              |

### ソロ楽曲
- 夜風の仕業（作詞：秋元康、作曲：島崎貴光、編曲：増田武史）
- 沈黙（作詞：秋元康、作曲：重永亮介、編曲：五十嵐“IGAO”淳一）
- ぽっかり（作詞：秋元康、作曲：渡辺翔、編曲：五十嵐“IGAO”淳一）
- 真夜中の歯磨き（作詞：秋元康、作曲：SHIKI、編曲：酒井陽一）
- 火山灰（作詞：秋元康、作曲：川浦正大、編曲：五十嵐“IGAO”淳一）
- 広い世界の中で出逢えたこと（作詞：柏木由紀、作曲：重永亮介、編曲：若田部誠）
- よわむしけむし（作詞：秋元康、作曲・編曲：伊藤心太郎）
- miss you（作詞：柏木由紀、作曲：本田光史郎、編曲：松ヶ下宏之）
- 最後の最後まで（作詞：秋元康、作曲：青木真一、編曲：野中“まさ”雄一）

### 参加作品
| 発売日         | 曲名                                                     | 収録された作品                                               |
| -------------- | -------------------------------------------------------- | ------------------------------------------------------------ |
| 2017年8月2日   | 別れても好きな人（「ヒデ&ゆきりん」名義）                | 中山秀征カヴァーアルバム『50』                               |
| 2017年10月25日 | 夢はひそかに（原題: A Dream Is A Wish Your Heart Makes） | V.A.『Thank You Disney』                                     |
| 2017年11月15日 | UFO（「柏木由紀&渡辺麻友（AKB48）」名義）                | V.A.『地球の男にあきたところよ〜阿久悠リスペクト・アルバム』 |

### コラボシングル
| リリース日     | タイトル                                           | 最高位         | 販売形態       | 規格品番       | 形態                   | 備考                    |
| キングレコード | キングレコード                                     | キングレコード | キングレコード | キングレコード | キングレコード         | キングレコード          |
| -------------- | -------------------------------------------------- | -------------- | -------------- | -------------- | ---------------------- | ----------------------- |
| 2021年11月30日 | 柏木由紀なりのWACK 大全集                          |                | 7CD+Blu-ray    | NKZM-1015/1022 | 豪華盤（完全生産限定） | ＜KING e-SHOP＞限定商品 |
| 2021年11月30日 | 柏木由紀なりのBiSH-BAD TEMPER-                     | 9位            | CD             | KICM-2098      | 通常盤                 |                         |
| 2021年11月30日 | 柏木由紀なりのEMPiRE-時間が足りない-               | 14位           | CD             | KICM-2099      | 通常盤                 |                         |
| 2021年11月30日 | 柏木由紀なりのBiS-ANYTiME ANYTHiNG-                | 12位           | CD             | KICM-2100      | 通常盤                 |                         |
| 2021年11月30日 | 柏木由紀なりの豆柴の大群-ずっと気になるズッキーニ- | 11位           | CD             | KICM-2101      | 通常盤                 |                         |
| 2021年11月30日 | 柏木由紀なりのGO TO THE BEDS-TRUE SONG-            | 10位           | CD             | KICM-2102      | 通常盤                 |                         |
| 2021年11月30日 | 柏木由紀なりのPARADISES-夏のバカヤロー-            | 15位           | CD             | KICM-2103      | 通常盤                 |                         |
| 2021年11月30日 | 柏木由紀なりのASP-AGAiNST THE WORLD-               | 16位           | CD             | KICM-2104      | 通常盤                 |                         |

### 映像作品
| 発売日         | タイトル                                                                                 | レーベル       | 規格 | 最高順位 （オリコン） |
| -------------- | ---------------------------------------------------------------------------------------- | -------------- | ---- | --------------------- |
| 2010年2月24日  | 柏木由紀1stDVD「以上、グアムから柏木由紀でしたっ」                                       | リバプール     | DVD  | 49位                  |
| 2010年7月28日  | 柏木由紀2ndDVD「Love Letter」                                                            | リバプール     | DVD  | 69位                  |
| 2013年1月2日   | 1stソロライブ〜寝ても覚めてもゆきりんワールド〜                                          | AKS            | DVD  | 6位                   |
| 2013年1月2日   | 1stソロライブ〜寝ても覚めてもゆきりんワールド〜                                          | AKS            | BD   | 5位                   |
| 2013年6月19日  | 2ndソロライブ 寝ても覚めてもゆきりんワールド 〜夢中にさせちゃうぞっ♡〜                   | YukiRing       | DVD  | 6位                   |
| 2013年6月19日  | 2ndソロライブ 寝ても覚めてもゆきりんワールド 〜夢中にさせちゃうぞっ♡〜                   | YukiRing       | BD   | 11位                  |
| 2014年3月19日  | 3rdソロライブ 寝ても覚めてもゆきりんワールド 〜もっと夢中にさせちゃうぞっ♡〜             | YukiRing       | DVD  | 6位                   |
| 2014年3月19日  | 3rdソロライブ 寝ても覚めてもゆきりんワールド 〜もっと夢中にさせちゃうぞっ♡〜             | YukiRing       | BD   | 4位                   |
| 2016年11月23日 | 柏木由紀1st Tour 〜寝ても覚めてもゆきりんワールド日本縦断みーんな夢中にさせちゃうぞっ♡〜 | YukiRing       | DVD  | 3位                   |
| 2016年11月23日 | 柏木由紀1st Tour 〜寝ても覚めてもゆきりんワールド日本縦断みーんな夢中にさせちゃうぞっ♡〜 | YukiRing       | BD   | 11位                  |
| 2022年9月14日  | 柏木由紀 寝ても覚めてもゆきりんワールド2021                                              | キングレコード | DVD  | 17位                  |
| 2022年9月14日  | 柏木由紀 寝ても覚めてもゆきりんワールド2021                                              | キングレコード | BD   | 11位                  |

## タイアップ
| 楽曲             | タイアップ                                                     | 収録作品                             | 備考    |
| ---------------- | -------------------------------------------------------------- | ------------------------------------ | ------- |
| ショートケーキ   | テレビ東京系ドラマ『ミエリーノ柏木』主題歌                     | 1stシングル「ショートケーキ」        | [ 203 ] |
| それでも泣かない | テレビ東京系ドラマ『ミエリーノ柏木』挿入歌                     | 1stシングル「ショートケーキ」        | [ 210 ] |
| Birthday wedding | リクルート「ゼクシィ」CMソング                                 | 2ndシングル「Birthday wedding」      | [ 211 ] |
| そっけない君     | MBS/TBS ドラマイズム『この恋はツミなのか!?』オープニングテーマ | 1stデジタルシングル「そっけない君」  | [ 212 ] |
| I'm not alone    | 映画『オールドカー〜てんとう虫のプロポーズ〜』主題歌           | 2ndデジタルシングル「I'm not alone」 | [ 107 ] |

## 出演

### テレビドラマ
- マジすか学園シリーズ（テレビ東京→日本テレビ） - ブラック 役
  - マジすか学園（2010年1月9日 - 3月27日、テレビ東京）
  - マジすか学園2 第1話・第10話・最終話（2011年4月15日・6月17日・7月1日、テレビ東京）
  - マジすか学園5 第2話（2015年8月25日、日本テレビ）
- 桜からの手紙 〜AKB48 それぞれの卒業物語〜（2011年2月26日 - 3月6日、日本テレビ） - 柏木由紀 役
- 花ざかりの君たちへ〜イケメン☆パラダイス〜2011（2011年7月10日 - 9月18日、フジテレビ） - 岸里樹理 役[213]
- ミエリーノ柏木（2013年1月11日 - 3月29日、テレビ東京） - 主演・柏木 役[203][214][注釈 15]
- So long ! 第3話（2013年2月13日、日本テレビ） - 後藤翠 役
- 福岡恋愛白書8 メグとアイくん（2013年3月22日、九州朝日放送） - 井上紗枝 役[注釈 16]
- タガーリン（2013年4月13日 - 6月22日、フジテレビ） - 主演・江島千尋 役[注釈 17]
- WONDA×AKB48 ショートストーリー「フォーチュンクッキー」 第4話（2013年7月7日、フジテレビ） - 相田千明 役
- よろず占い処 陰陽屋へようこそ（2013年10月8日 - 12月17日、関西テレビ・フジテレビ系列） - 鮎川珠希 役
- 黒服物語（2014年10月24日 - 12月12日、テレビ朝日） - 美樹（星亜希子） 役
- AKBホラーナイト アドレナリンの夜 第13話「ドンドン」（2015年11月19日、テレビ朝日） - 主演・佐奈 役[215]
- 桜坂近辺物語 第1夜「近辺1」（2016年3月7日、フジテレビ） - 月沢真由 役[216]
- AKBラブナイト 恋工場 第1話「初めての朝」（2016年4月21日、テレビ朝日） - 主演・美貴 役[217]。
- キャバすか学園 第4話・第5話（2016年11月27日・12月4日、日本テレビ） - 柏木 役[218][219]
- 大河ドラマ 西郷どん（2018年8月5日 - 12月16日、NHK総合テレビ・NHK BSプレミアム） - 西郷園 役[53][54]
- この恋はツミなのか!?（2018年12月3日 - 24日、毎日放送 / 2018年12月5日 - 26日、TBS） - 主演・駒田多恵 役[55][注釈 18]
- あざとくて何が悪いの？ ミニドラマ（2020年4月17日、テレビ朝日） - カナコ 役[220]

### テレビアニメ
- テイルズ オブ ジ アビス 第1話（2008年10月3日、毎日放送） - メイド 役
- SKET DANCE 第3話 - 第51話（2011年4月21日 - 2012年3月29日・不定期出演、テレビ東京） - 藤崎瑠海 役

### その他のテレビ番組
- ひるおび!（2009年4月1日 - 2020年3月、TBS） - 「ひるおび!天気」担当、2009年9月24日まで水・木曜レギュラー→同年9月28日から月・火曜レギュラー→2012年4月以降は不定期出演。
- ケータイ発ドラマ 激♥恋…運命のラブストーリー…第2部（2010年4月8日 - 5月27日、NHK総合テレビ） - 神田愛花、松井絵里奈、有末麻祐子とともにお便りコーナーで登場。
- G.I.ゴロー（2010年5月10日 - 24日、TBS）
- 奇跡ゲッター ブットバース!!（2010年11月20日 - 2011年7月30日、TBS）
- フレンチ・キスのキス旅（テレビ東京）
  - フレンチ・キスのキス旅（2014年7月1日 - 9月23日）
  - フレンチ・キスのキス旅2（2015年7月5日 - 9月27日）
- クイズ!ドレミファドン!（2016年10月11日・2017年4月4日、フジテレビ） - 司会
- はじめて!ゴルフ〜目指せ120切り〜（女性チャンネル♪LaLa TV / ゴルフネットワーク）
  - はじめて!ゴルフ〜目指せ120切り〜（2017年1月10日 - 8月1日、女性チャンネル♪LaLa TV / 1月12日 - 8月24日、ゴルフネットワーク）[221]
  - はじめて!ゴルフ2〜目指せ120切り〜（2017年9月5日 - 2018年2月6日、女性チャンネル♪LaLa TV / 2017年9月8日 - 2018年2月9日、ゴルフネットワーク）[222][223]
- 柏木由紀のMusic Journey（2018年6月24日、BSフジ）
- OTOSEN（2018年8月26日、9月30日・10月7日 - 12月2日、BSフジ）
- トリニクって何の肉!?（朝日放送テレビ・テレビ朝日系列）
  - そんなコト考えた事なかったクイズ!トリニクって何の肉!?（2020年2月11日 - 2021年3月9日） - 不定期出演からレギュラー出演。
  - 芸能界常識チェック!トリニクって何の肉!?（2021年4月20日 - 2022年3月1日） - 準レギュラー出演。
- 柏木由紀なりのWACKプロデュース！SPYスペシャル！〜あなたを狙い撃ち♡〜 / 柏木由紀 スペシャル（2022年5月29日・リピート放送：6月12日、スペースシャワーTVプラス）[224][225]
- 情熱大陸「柏木由紀（アイドル）」（2024年5月5日、毎日放送・TBS系列）[226]
- 小料理屋「ぱどっく」（2024年10月3日 - 12月19日、TBS）
- これ流行るって言ったのワタシですからね!（2024年12月31日、フジテレビ） - MC[注釈 19][227]
- 中国語!ナビ（2025年4月2日 - 、NHK Eテレ） - 生徒[228]
- FAVE IDOLS～今推したい最強アイドル～（2025年4月8日 - 22日、日本テレビ） - MC[229]
- トクそうCOMPANY (2025年6月14日　- 、読売テレビ)

### OVA
- まりもの花 〜最強武闘派小学生伝説〜（「りぼんフェスタ2012」上映作品） - 主人公・野上まりも 役[230]。

### ナレーション
- ソーシャルトリップ（2013年3月10日、テレビ東京）[231]
- 青春サラブレッド〜北の大地 馬にかけた彼女たちの挑戦〜（2021年9月23日、テレビ北海道・テレビ東京系列）[232]
- NNNドキュメント「キティちゃんと王さまの約束〜鉛筆1本から描く平和〜」（2024年10月6日、山梨放送・日本テレビ系列）

### 舞台
- AKB歌劇団「∞・Infinity」（2009年10月30日 - 11月8日、THEATRE G-ROSSO） - 高島麻里亜 役[注釈 20]
- マジすか学園 〜Lost In The SuperMarket〜（2016年7月25日 - 8月5日、赤坂ACTシアター） - 主演・ブラック 役[233]。
- リーディングシアター「恋工場」（2016年9月22日、ベルサール渋谷ガーデン Cホール）[234]

### ラジオ
- AKB48 今夜は帰らない…（2008年11月29日 - 2010年8月16日、CBCラジオ）
- AKB48柏木由紀と高城亜樹のオールナイトニッポンモバイル（2010年1月20日 - 2012年、ニッポン放送）
- フレンチ・キスのKissラジ!（2011年4月2日 - 2013年3月31日・2014年10月5日・2015年10月11日[注釈 21]、TOKYO FM）
- 柏木由紀のYUKIRIN TIME supported by DAIYAME（2012年10月6日 - 2022年4月1日、TOKYO FM）
- アッパレやってまーす! 水曜日（2016年4月6日 - 2021年9月29日、MBSラジオ）[注釈 22]
- AKB48 柏木由紀の新人たちと戯れたい！（2022年6月13日、NBCラジオ） - NBC創立70周年記念特別企画 AKB48×NBCラジオ3時間スペシャル[236]
- 柏木由紀のYUKIRIN TIME supported by MeSEUM（2025年4月 - 、TOKYO FM）[237]

### CM・キャンペーン
- 恋のうた2（2009年6月 - 10月、ユニバーサルミュージック）[238]
- 本物。鹿児島県（2011年11月 - 2012年3月、鹿児島県観光連盟・鹿児島県観光交流局観光課[239][240]）
- ゼクシィ（2013年9月22日 - 10月下旬、リクルート）[211]
- 夏こそ磨け!「男の身だしなみ」キャンペーン（2014年7月2日 - 9月、P&G）[241]
- あるあるCity5周年 ホログラムシアターオープン（2017年4月 - 2018年3月、あるあるCity）[242]
- 柏木由紀×ジャンカラ VRコラボキャンペーン（2018年3月26日 - 5月31日、東愛産業）[243]
- 「絶品かっぱえびせん」柏木由紀激推しパッケージ（2022年2月14日 - 6月30日・2023年2月13日 - 3月31日、カルビー）[244]
- ユニクロ感謝祭2022 この夏着たいアイテムは？ Twitterキャンペーン （2022年5月27日 - 6月2日、ユニクロ）
- ユニクロ年末祭2023 WebCM（2023年12月21日 - 12月31日、ユニクロ）
- ミツカン新ブランド『Fibee』発表会（2024年3月19日、ミツカン）[245]
- 「キノコ伝説:勇者と魔法のランプ」夏休みキャンペーン　WebCM（2024年7月 - 8月、Joy Net Games）
- にしたんクリニック「NYダンス」編（2025年、にしたんクリニック）[246]

### イメージキャラクター
- 薩摩大使（鹿児島県観光大使）（2012年7月17日 - 、鹿児島県）[247]
  - 鹿児島県内公共交通機関 車内アナウンス（2013年12月中旬 - 2014年3月）[248]
  - みるかご（2014年1月 - 3月）[249]
  - 「鹿児島は黒」キャンペーン（2015年1月21日 - 2017年）[250]
- サカゼン・ゼンモール（2013年 - 2019年3月、坂善商事）[251]
- あるあるCity アンバサダー（2017年3月 - 2019年3月、北九州市・あるあるCity・エイベックス・エンタテインメント）[252][253]
- RAVIJOUR アンバサダー（2018年4月 - 2019年2月・2022年6月20日-2023年4月30日(村山彩希・下尾みうとともに)・7月20日　- 、ベリグリ株式会社）[254][255]
- 宮交シティ45周年&応援大使（2018年6月 - 9月、株式会社宮交シティ）
- 日成アドバンスイメージキャラクター（2023年2月24日 - 、株式会社日成アドバンス）

### ゲーム
- 萌える麻雀 もえじゃん!（2008年、ハドソン PlayStation Portableソフト） - 大元太陽 役。

### ミュージック・ビデオ
- CLIFF EDGE「SA・YO・NA・RA〜君を忘れないよ〜」（2009年10月）[256]
- SDN48「負け惜しみコングラチュレーション」（2012年3月）[257]

### ウェブ番組
- 作って食べてゆきりんワールド（2019年12月16日 - 2020年、cookpadLive）
- ABEMA Prime（2021年6月9日・9月1日・10月20日・11月24日・2022年2月9日・6月8日、2023年4月 - 、ABEMA） - 水曜週替わりMC（不定期）[76]。
- ABEMA Prime・衆院選特別番組『ひろゆき＆柏木由紀と考える総選挙2021 日本は変わる？変わらない？』（2021年10月31日、ABEMA） - ひろゆきとともにダブルMC。
- セカンドチャンスウエディング 2（2022年7月2日 - 8月20日、ABEMA） - ケンドーコバヤシとともにMC[258]。

### ウェブドラマ
- CROW'S BLOOD（2016年7月23日 - 8月27日、Hulu） - 宇津井麻衣 役[259]。
- 真夜中にハロ―! 〜女の園は出汁の香り〜（2022年3月25日、dTV）[260]

## プロデュース

### AKB48劇場公演
- 柏木由紀プロデュース「アイドル修業中♡」公演（2018年5月4日 - 11月17日、AKB48 16期生・ドラフト3期生）[261]
- 「僕の夏が始まる」公演（2019年6月30日 - 、AKB48）[262]

### その他
- 柏木由紀 × RAVIJOUR コラボランジェリー「スイートブラックグラマーアップ」（2018年10月12日発売、ベリグリ）
- コスメブランド「upink（ユーピンク）」（2023年4月18日発売、Rainmaker）

## ライブ・イベント

### フェス・対バンライブ
| 公演年 | タイトル                                                 | 日程・会場                               | その他の出演者 |
| ------ | -------------------------------------------------------- | ---------------------------------------- | --- |
| 2017年 | COUNT DOWN TV GIRLS FES 2017                             | 3月14日 国立代々木競技場 第一体育館      | - NGT48 - Little Glee Monster - Flower - SILENT SIREN - miwa - 佐々木彩夏                                                                                      |
| 2018年 | Thank You Disney Live 2018                               | 2月17日 中野サンプラザ                   | - SKE48 - SOLIDEMO - Beverly - May J. - 宮本笑里 - Miracle Vell Magic - Thank You Disney Special Band                                                          |
| 2021年 | 柏木由紀なりのWACK EXHiBiTiON and SELECT 7               | 12月27日 TOKYO DOME CITY HALL            | - ASP - BiS - BiSH - EMPiRE - GO TO THE BEDS - PARADISES - 豆柴の大群                                                                                          |
| 2023年 | AYAKARNIVAL 2023                                         | 6月16日&17日 EX THEATER ROPPONGI         | - Juice=Juice - 佐々木彩夏 - ExWHYZ - きゅるりんってしてみて - FRUITS ZIPPER                                                                                   |
| 2023年 | IDOL WAVE in TOKYO                                       | 12月29日 国立代々木競技場 第二体育館     | - AMEFURASSHI - Jams Collection - 新生ラストアイドル - シンデレラ宣言! - 高嶺のなでしこ - つばきファクトリー - ≒JOY - femme fatale - WHITE SCORPION - 槙田紗子 |
| 2024年 | SPARK 2024 in KASAWAKI                                   | 7月13日〜15日 東扇島東公園               | - FES⭐︎TIVE - わーすた - Appare! - iLiFE! - つばきファクトリー など                                                                                            |
| 2024年 | かがやきフェス2024                                       | 9月7日&8日 本多の森北電ホール 他計6会場  | - AKB48 - ほくりくアイドル部 - TEAM SHACHI - #ババババンビ - 高嶺のなでしこ など                                                                               |
| 2024年 | 中山秀征 HIDE LIVE 2024                                  | 9月15日 EX THEATER ROPPONGI              | - 中山秀征 - ミッツ・マングローブ - 五木ひろし など |
| 2024年 | アイメシ!2024                                            | 11月16日&17日 NIIGATA LOTS               | - 太陽とシスコムーン - アルカナビス - アイドルカレッジ など |
| 2024年 | ちかっぱ祭2024                                           | 12月8日 福岡サンパレス ホテル&ホール     | - ≒JOY - Juice=Juice - Appare! など |
| 2024年 | 第8回 ももいろ歌合戦～愛の大晦日～                       | 12月31日 日本武道館                      | - ももいろクローバーZ など |
| 2025年 | ガラフェス〜かがやきJAPAN 真昼の青春セレナーデ〜         | 3月9日 豊洲PIT                           | - OCHA NORMA - 虹のコンキスタドール - フィロソフィーのダンス など                                                                                              |
| 2025年 | Lady Steady Premium                                      | 4月5日 品川ステラボール                  | - CANDY TUNE - ファントムシータ - 悪魔のキッス など |
| 2025年 | ワタナベ25thコンサート『ハッピーバースデー&サンキュー』  | 6月18日〜22日 東京国際フォーラム ホールC | - 中山秀征 - 松本明子 - 中尾ミエ など |
| 2025年 | TOKYO IDOL FESTIVAL 2025 supported by にしたんクリニック | 8月1日～3日 お台場・青海周辺エリア       | - HKT48 - NGT48 - Appare! - iLiFE! - Jams Collection - 高嶺のなでしこ など                                                                                     |

### イベント
| 公演年 | イベント名 | 日程・会場                                   |
| ------ | --- | -------------------------------------------- |
| 2016年 | B-LEAGUE 横浜ビー・コルセアーズvs川崎ブレイブサンダース 神奈川ダービーイベント                                                                 | 11月5日 横浜国際プール                       |
| 2016年 | TOKYO FM presents 柏木由紀1st Tour 寝ても覚めてもゆきりんワールド 日本縦断みーんな夢中にさせちゃうぞっ♡〜 DVD&Blu-rayリリース記念特番 公開収録 | 11月6日 学習院大学内 百周年記念講堂          |
| 2017年 | 開設67周年記念弥彦競輪 ふるさとカップG3 | 8月1日 弥彦競輪場                            |
| 2017年 | KANSAI COLLECTION 2017 AUTUMN＆WINTER | 8月30日 京セラドーム大阪                     |
| 2017年 | 「KitaQフェスinTOKYO」あるあるCity5周年公式アンバサダー 柏木由紀 トークショー                                                                  | 11月25日 アーツ千代田 3331                   |
| 2017年 | fabbit Conference 全国大会 | 12月5日 ザ・プリンス パークタワー東京        |
| 2018年 | 宮交シティ 45周年&応援大使就任記念 AKB48『柏木由紀』フリートークショー in 宮交シティ                                                           | 6月24日 宮交シティ紫陽花ホール               |
| 2018年 | 2018 広島ファッションウィーク「ファッションウォーク」                                                                                          | 10月7日 本通・金座街                         |
| 2018年 | 大河ドラマ「西郷どん」キャストトーク＆コンサート                                                                                               | 10月20日 鹿児島県鹿屋市文化会館              |
| 2020年 | 第53回「NHK福祉大相撲」 | 2月11日 東京都両国国技館                     |
| 2022年 | EXIA Presents KANSAI COLLECTION 2022 AUTUMN & WINTER                                                                                           | 8月4日 京セラドーム大阪                      |
| 2023年 | 第37回 マイナビ 東京ガールズコレクション 2023 AUTUMN/WINTER                                                                                    | 9月2日 さいたまスーパーアリーナ              |
| 2024年 | 第56回「NHK福祉大相撲」 | 2月10日 東京都両国国技館                     |
| 2024年 | 柏木由紀ファンミーティング～Happy Valentine's day〜                                                                                            | 2月11日 東京都TOKYO FM HALL                  |
| 2024年 | KANSAI COLLECTION 2024 AUTUMN＆WINTER | 8月1日 京セラドーム大阪                      |
| 2024年 | SAPPORO COLLECTION 2024 AUTUMN／WINTER | 10月14日 グランドメルキュール札幌大通公園    |
| 2024年 | 柏木由紀ファンミーティング～Happy Christmas～                                                                                                  | 12月6日 東京都 TOKYO FM HALL                 |
| 2025年 | SDGs推進 TGC しずおか 2025 by TOKYO GIRLS COLLECTION                                                                                           | 1月11日 静岡県 ツインメッセ静岡 北館大展示場 |

### サポート参加ミュージシャン
| 名前                 | パート                     | 期間 | 期間 |
| 名前                 | パート                     | 開始 | 終了 |
| -------------------- | -------------------------- | --- | --- |
| 松ヶ下宏之           | ギター ピアノ コーラス     | 1stソロライブ〜寝ても覚めてもゆきりんワールド〜                                                                                                | 継続中 |
| 山口寛雄             | ベース                     | 1stソロライブ〜寝ても覚めてもゆきりんワールド〜                                                                                                | 継続中 |
| 江口信夫             | ドラム                     | 1stソロライブ〜寝ても覚めてもゆきりんワールド〜                                                                                                | 継続中 |
| 星村麻衣             | キーボード コーラス        | 1stソロライブ〜寝ても覚めてもゆきりんワールド〜                                                                                                | 継続中 |
| Ayasa                | ヴァイオリン               | 1stソロライブ〜寝ても覚めてもゆきりんワールド〜                                                                                                | 継続中 |
| デンジャー今西       | ベース                     | 柏木由紀1st Tour 〜寝ても覚めてもゆきりんワールド日本縦断みーんな夢中にさせちゃうぞっ♡〜                                                       | シアターオープン記念SPライブ 柏木由紀×あるあるCity Vol.1                                                                                       |
| 小久保里沙           | ドラム                     | 柏木由紀1st Tour 〜寝ても覚めてもゆきりんワールド日本縦断みーんな夢中にさせちゃうぞっ♡〜                                                       | 継続中 |
| 佐藤帆乃佳           | ヴァイオリン               | 柏木由紀1st Tour 〜寝ても覚めてもゆきりんワールド日本縦断みーんな夢中にさせちゃうぞっ♡〜                                                       | 柏木由紀1st Tour 〜寝ても覚めてもゆきりんワールド日本縦断みーんな夢中にさせちゃうぞっ♡〜                                                       |
| 丸木美花             | キーボード                 | B-LEAGUE 横浜ビー・コルセアーズvs川崎ブレイブサンダース 神奈川ダービーイベント                                                                 | COUNT DOWN TV GIRLS FES 2017 |
| EITA                 | ギター                     | B-LEAGUE 横浜ビー・コルセアーズvs川崎ブレイブサンダース 神奈川ダービーイベント                                                                 | B-LEAGUE 横浜ビー・コルセアーズvs川崎ブレイブサンダース 神奈川ダービーイベント                                                                 |
| 鈴木英俊             | ギター                     | TOKYO FM presents 柏木由紀1st Tour 寝ても覚めてもゆきりんワールド 日本縦断みーんな夢中にさせちゃうぞっ♡〜 DVD&Blu-rayリリース記念特番 公開収録 | TOKYO FM presents 柏木由紀1st Tour 寝ても覚めてもゆきりんワールド 日本縦断みーんな夢中にさせちゃうぞっ♡〜 DVD&Blu-rayリリース記念特番 公開収録 |
| 西原史織             | ヴァイオリン               | COUNT DOWN TV GIRLS FES 2017 | 継続中 |
| 宮田“レフティ”リョウ | ギター キーボード ベース   | 柏木由紀×あるあるCity Vol.2 | 継続中 |
| 山田”Anthony”サトシ  | ベース                     | 柏木由紀×あるあるCity Vol.2 | 柏木由紀×あるあるCity Vol.2 |
| 井出泰彰             | ギター キーボード コーラス | 柏木由紀×あるあるCity Vol.2 | 柏木由紀×あるあるCity Vol.2 |
| 矢吹正則             | ドラム                     | 柏木由紀×あるあるCity Vol.2 | 柏木由紀×あるあるCity Vol.2 |
| 菊池真義             | ギター                     | 柏木由紀×あるあるCity Vol.2 | 柏木由紀×あるあるCity Vol.2 |
| 土屋佳代             | キーボード コーラス        | 柏木由紀×あるあるCity Vol.2 | 柏木由紀×あるあるCity Vol.2 |
| 香取真人             | ギター                     | LAGUNA MUSIC FES.2018 新春スペシャル | 柏木由紀 寝ても覚めてもゆきりんワールド 〜オンラインでも夢中にさせちゃうぞっ〜                                                                 |
| ICCHAN.              | ドラム                     | LAGUNA MUSIC FES.2018 新春スペシャル | 柏木由紀 寝ても覚めてもゆきりんワールド 〜オンラインでも夢中にさせちゃうぞっ〜                                                                 |
| 北村真奈美           | キーボード コーラス        | LAGUNA MUSIC FES.2018 新春スペシャル | 柏木由紀 寝ても覚めてもゆきりんワールド 〜オンラインでも夢中にさせちゃうぞっ〜                                                                 |
| Kung-fu-jumper       | マニピュレーター           | YUKIRIN WORLD LIVE IN ASIA 2018 寝ても覚めてもゆきりんワールド 〜上海でもっと夢中にさせちゃうぞっ♡〜                                           | 柏木由紀 寝ても覚めてもゆきりんワールド 〜オンラインでも夢中にさせちゃうぞっ〜                                                                 |
| 井手上誠             | ギター                     | YUKIRIN WORLD LIVE IN ASIA 2018 〜寝ても覚めてもゆきりんワールドアジア縦断み〜んな夢中にさせちゃうぞっ♡〜                                      | YUKIRIN WORLD LIVE IN ASIA 2018 〜寝ても覚めてもゆきりんワールドアジア縦断み〜んな夢中にさせちゃうぞっ♡〜                                      |
| 哲之                 | ドラム                     | YUKIRIN WORLD LIVE IN ASIA 2018 〜寝ても覚めてもゆきりんワールドアジア縦断み〜んな夢中にさせちゃうぞっ♡〜                                      | YUKIRIN WORLD LIVE IN ASIA 2018 〜寝ても覚めてもゆきりんワールドアジア縦断み〜んな夢中にさせちゃうぞっ♡〜                                      |
| 小林修己             | ベース                     | YUKIRIN WORLD LIVE IN ASIA 2018 〜寝ても覚めてもゆきりんワールドアジア縦断み〜んな夢中にさせちゃうぞっ♡〜                                      | YUKIRIN WORLD LIVE IN ASIA 2018 〜寝ても覚めてもゆきりんワールドアジア縦断み〜んな夢中にさせちゃうぞっ♡〜                                      |

## 書籍

### 著書
- まゆゆきりん「往復書簡」〜一文字、一文字に思いを込めて〜（2017年12月27日、双葉社） - 渡辺麻友との共著[294][295]
- アイドル誕生! 〜こんなわたしがAKB48に!?〜（2018年6月20日、小学館 小学館ジュニア文庫）[296][297]
- メイクで見つける可愛いの法則（2024年11月14日、宝島社）[298]

### 雑誌連載
- 週刊ヤングジャンプ（2010年8月19日 - 2011年、集英社） - 北原里英・指原莉乃・渡辺麻友との共同連載「AKB48当番連載 ぐるぐる4」にて「ゆきりんのTHE アイドルクエスト」を連載。

### Web連載
- an・an Beauty+（2021年4月21日 - 7月31日、マガジンハウス） - 「寝ても覚めても美容LOVE！ 柏木由紀のぞっこん ビューティライフ」[299]
- MAQUIA ONLINE（2021年7月15日 - 18日、集英社）[300]

### 写真集
- 以上、柏木由紀でしたっ（2009年9月28日、東京ニュース通信社）[301]
- ゆ、ゆ、ゆきりん…（2012年4月19日、集英社）[302]
- Experience（2021年7月15日、集英社）[85][86] ISBN 978-4-08-790035-4
- デジタル限定 YJ PHOTO BOOK 柏木由紀&WACK SELECT 7写真集「私たち、SPYです！」（2022年3月24日、集英社） - 「柏木由紀&WACK SELECT 7」名義
- Time Capsule（2025年1月29日、集英社）[303][304]

### スタイルブック
- いくつになったって、アイドル（2023年10月10日、竹書房）[97]

### カレンダー
- 柏木由紀 2012年 カレンダー（2011年11月19日、ハゴロモ）
- 柏木由紀 2012 TOKYOデートカレンダー（2011年11月29日、ハゴロモ）
- 壁掛 AKB48-05 柏木由紀 カレンダー 2013年（2012年11月30日、ハゴロモ）
- 卓上 AKB48-133 柏木由紀 カレンダー 2013年（2012年12月7日、ハゴロモ）
- 壁掛 柏木由紀 カレンダー 2014年（2013年12月6日、ハゴロモ）
- 卓上 柏木由紀 カレンダー 2014年（2013年12月6日、ハゴロモ）
- 壁掛 AKB48 柏木由紀 カレンダー 2015年（2014年12月13日、ハゴロモ）
- クリアファイル付 卓上 AKB48 柏木由紀 カレンダー 2015年（2014年12月13日、ハゴロモ）

### その他
- プロポーズ “されたい” ゼクシィ 11月号首都圏版 特別版（2013年9月23日、リクルート） - 特別編集長[305]
- 柏木由紀 360°VR LIVE 限定VRビューアー&クリアファイル・ステッカー付きBOOK 特別版（2018年4月26日、宝島社）[306][307]
- 柏木由紀 360°VR LIVE 限定VRビューアー&ステッカー付きBOOK 通常版（2018年4月26日、宝島社）[306][308]
- RAVIJOUR CATALOG AUTUMN 2018（2018年8月24日、日販アイ・ピー・エス）
- RAVIJOUR CATALOG WINTER 2018（2018年11月2日、日販アイ・ピー・エス）